# Коростовецький заказник
Коростове́цький зака́зник — ландшафтний заказник загальнодержавного значення. Розташований у межах Гайсинського району Вінницької області, на південний захід від села Ладижинські Хутори і на північ від села Губник.
Площа 370 га (на момент створення — 210 га). Створений у 1974 р. Перебуває у віданні Гайсинського держлісгоспу.

## Коротка характеристика
Охороняються мальовничі природні комплекси в долині річки Південний Буг. В окремих місцях є виходи на поверхню пісковиків, а також джерела прісної води. На кам'янистих схилах зростає цінна грабова діброва. Основними лісоутворюючими породами є дуб звичайний і граб, у домішку вільха чорна, клен гостролистий. У трав'яному покриві зростають копитняк європейський, маренка запашна, зірочник лісовий тощо. На території заказника трапляються поодинокі дуби віком до 300 років. У верхній частині схилів є степові ділянки.
Також багатий тваринний світ.

## Геологічна будова та рельєф
За фізико-географічним районуванням України заказник належить до Гнівансько-Гайсинського району області Подільського Побужжя (Середньобузької височинної фізико-географічної області) Дністровсько-Дніпровської лісостепової провінції Лісостепової зони. Для цієї області характерні хвилясті, з яругами й балками, лесові височини з сірими і темно-сірими опідзоленими ґрунтами, тобто з геоморфологічної точки зору це акумулятива (алювіальна) рівнина на третій надзаплавній терасі р. Південний Буг.
В геоструктурному відношенні заказник приурочений до південно-західних схилів Українського кристалічного щита. Докембрійський фундамент складений гранітами, гнейсами, амфіболітами, кварцитами та іншими гірськими породами і в багатьох місцях виходить на поверхню, утворюючи мальовничі краєвиди — скелясті, круті і уривчасті (до 10-20 м) береги долини та порожисте, з перекатами і дрібними островами (густо порослими заплавною лісовою рослинністю), русло р. Південний Буг.
Між островами і перекатами — тихі плеса, але гуркіт води можна почути на всьому протязі берегової лінії заказника.
Кристалічні породи перекриті пісковими і лесоподібносуглинковими четвертинними відкладами різної потужності.
В межах естетично привабливої звивистої долини річки Південний Буг виділяються надзаплавні тераси, ускладнені підковоподібними старицями, що свідчить про більш високий рівень річки до будівництва Ладижинського водосховища. Подекуди стариці штучно поглиблені і розширені (до 10-12 м), і в минулому використовувалися для забезпечення функціонування водяного млина.
Плакорні ділянки підняті на 20-70 м над руслом річки і досягають абсолютних відміток 235 м на східній околицітзаказника. В цілому слабогорбисто-хвиляста місцевість характеризується асиметричністю геоморфологічної будови: круті схили звернуті до долини р. Південний Буг, а більш похилі — до її притоки, р. Коростовець пересікає заказник в Південно-східній частині). На межиріччях трапляються блюдцеподібні пониження  природно-суфозійного і антропогенного походження та безлісі галявини з виходами «плям» кристалічних порід.

## Клімат
Досліджувана територія знаходиться в межах рівнинної атлантико-континентальної області помірного кліматичного поясу. Клімат території помірно континентальний. Для нього характерне тривале, нежарке літо, і порівняно недовга, м'яка зима. Пересічна температура січня становить -5,7°С, проте термічний режим частини заказника, прилеглої до р. Південний Буг, як і льодовий режим самої річки, значною мірою походить від розташованої неподалік (вище за течією Ладижинської ДРЕС). Суцільний льодовий покрив трапляється в окремі холодні зими лише на спокійних плесах (між островами і перекатами). Висота снігового покриву становить 15-20 см, на деяких ділянках до 70 см і більше.
Влітку пересічні температури досягають +19,5°С. На цей час припадає й основна частина опадів (75 %). Річна кількість опадів складає 500—525 мм.

## Ґрунти
Ґрунтовий покрив характеризується слаборозвинутими дерновими грунтами потужністю від 5 до 40 см на схилах південно-західної і західної експозиції та дерново-підзолистими, сірими і алювіальними ґрунтами на решті території заказника. На схилових поверхнях ґрунтові різновиди змінюються на середньо- та сильнозмиті, часто  з виходами кристалічних пород.

## Рослинність
За геоботанічним районуванням України ця територія належить до Європейської широколистяної області, Подільсько-Бесарабської провінції, Вінницького (Центральноподільського) округу. В межах заказника переважають лесові ландшафти, що займають близько 96 % території. Долина Південного Бугу в прирусловій частині, перші надзаплавні тераси і острови вкриті заплавною рослинністю — вільшняками. В їх деревостані переважає вільха клейка, тополя біла, верба ламка та інші.
На крутих південно-західних схилах із слаборозвинутими дерновими ґрунтами з близьким (5-40 см) заляганням подільських гранітоїдів сформувався характерний еколого-ценотичний ряд дубових лісів. Тут навіть в тріщинах, заповнених дрібноземом, серед скельних виходів розселюються дуб звичайний, клен польовий, в'яз з оригінальними формами крони.
Трав'яниста рослинність скель під покривом лісу характерна для Побужжя. Особливо численними тут є папороті: багатоніжка звичайна, пухирник ламкий, щитник чоловічий, аспленій волосоподібний, а також більш рідкісні види аспленій північний та аспленій германський.
На опуклих частинах південно-західного схилу розташовані ценози дубових лісів татарськокленових-мікелієвоосокових і строкатоперловникових, які занесені в «Зелену книгу України» (1987) і є рідкісними. Ці асоціації знаходяться на даній території на північній межі свого ареалу. В заказнику вирізняються невисоким деревостаном, який у віці 90-100 років має зімкнутість крон 0,4-0,6, середню висоту 8-10 м, діаметр 24-32 см.
В складі трав'янистої рослинності переважають світлолюбиві неморальні иди, такі як маруна щиткоподібна, буквиця лікарська, холодок тонколистий, шоломниця висока та інші. Середні частини південно-західного схилу займає асоціація дубових лісів татарськокленово-зірочникових, а більш похилі і вологі нижні частини схилів — дубові ліси свидинно-яглицеві типового складу і будови.
Біля підніжжя цих схилів зустрічаються і 400-річні дуби патріархи подільських дібров.
На плоских ділянках надзаплавної тераси з темно-сірими лісовими добре дренованими ґрунтами з близьким (1-1,5 м) заляганням гранітів вузькою смугою (50-100 м завширшки) зростають ценози, характерні тільки для Подолії — польовокленові ліси яглицеві. Ближче до річки дані ценози змінюються яглицевими вільшаниками типового складу і будови з домішкою черешні, тополі білої і клена ясенолистого.
Великою науковою цінністю в заказнику є степові і лучно-степові ділянки площею 4 га, які тягнуться вузькою (50-100 м.) смугою по південно-західному схилу з малопотужними (5-20 см.) дерновими ґрунтами на гранітах. Ці ділянки раніше знаходилися під випасом, тому тут переважають формації костриці валіської та тонконога вузьколистого. В її травостої співдомінують місцями рідкісні в області рястка Гуссона та шолудивник Кауфмана. Є також окремі, незначні за площею фрагменти рідкісної формації ковили пірчастої, внесеної в "Зелену книгу України". На степових ділянках заказника, згідно багаторічних досліджень (1975-89 р.р.), відмічаються мезофітизація травостою, розростання таких видів, як трясучка середня, пахуча трава, смовдь гірська, в'язіль різнокольоровий тощо.
Північні та східні слабодреновані схилові поверхні займає асоціація дубових лісів татарськокленово-гірськоосокових.
Слід також відзначити ділянки різнотравних соснових лісів, що зростають на схилах різної експозиції та плакорній ділянці на сході територій на сірих лісових ґрунтах легкого механічного складу, які сформувалися на давньоеолових піскових товщах. Соснові бори утворюють сосна звичайна та сосна кримська. В цих лісах травостій надзвичано багатий на лікарські рослини.
В складі флори заказника є види, занесені в «Червону книгу України» (1984) — зозулинець салеповий, сон чорніючий, лілія лісова, любка дволиста, аконіт протиотруйний, коручка чемерникоподібна, гніздівка звичайна.
Є також ряд малорозповсюджених в Центральній Подолії видів — сон український, півники угорські, рястка Гуссона, шолудивник Кауфмана. В заказнику охороняються популяції цінних лікарських рослин: наперстянки великоцвітої, материнки звичайної, цмина піскового, буквиці лікарської, суниці лісової, перстач білий, звіробою звичайного, валеріани лікарської, превоцвіту весняного.

## Тваринний світ
Досить значне ландшафтне різноманіття, багатство рослинного світу та антропогенізованість оточуючої території створюють в умовах заказника сприятливі умови для мешкання багатьох видів тварин. До складу ядра фауни входять мешканці широколистяних та мішаних лісів, степів і лук та долинно-річкових комплексів. Зокрема, з ссавців це — сарна, борсук, лисиця звичайна, куниця лісова, вивірка, заєць, кріт, їжак. Періодично з'являються вовки. Часто трапляються сліди діяльності інших тварин — обідрані оленями стовбури дерев, розритий вепрами ґрунт поблизу дубів.
Багатою є орнітофауна заказника. Найчастіше зустрічаються дрібні птахи — типові представники місцевих лісових комплексів: повзик, шпак звичайний, дятел строкатий, іволга, дрозди, синиці тощо. Значна кількість пернатих зустрічається під час сезонних міграцій та перельотів. В останні роки працівниками держлісгоспу відзначається постійне знищування диких качок, гусей та інших видів в умовах незамерзаючих плесів Південного Бугу.
З плазунів найбільш поширені: мідянка, вуж звичайний, гадюка лісова, ящірка прудка. Іхтіофауна представлена сомом, щукою, лящем, коропом, карасем, окунем, рибцем, бистрянкою, виррзубом та іншими.
Численними є також класи Земноводних та Комах. Велика кількість типових видів Коростовецького заказника занесені до «Червоної книги України». Серед них — борсук, видра річкова, мідянка, вирозубка.

## Історико-культурне значення
В районі заказника велику наукову цінність представляють історичні та археологічні пам'ятки — великі ланцюги змієподібних окопів, траншей та інших оборонних споруд, що утворюють беллігеративні ландшафти. Заслуговують на увагу і печери в кристалічних породах, які пов'язані з козацько-гетьманським періодом в історії України.
Території, які облямовують заказник, дуже антропогенізовані: плакорні ділянки розорані, на схилах долини річки розробляються піскові та гранітні кар'єри, прируслові ділянки Південного Бугу потерпають (особливо в літній період) від надмірних ненормованих рекреаційних навантажень та побудованого безпосередньо на західній межі заказника дачного поселення.
Надзвичайна мальовничість лісових масивів, кристалічних відслонень однієї з найкращих місцевостей Середнього Побужжя, ця своєрідна «Подільська Швейцарія» та наукова цінність біотичного та історико-краєзнавчого потенціалу заказника потребують комплексної охорони та додаткових заходів, спрямованих на його збереження. А наявність поряд із заповідною територією малотрансформованих ландшафтів правого берега річки Південний Буг та її острівної частини вказують на необхідність проведення детальних обстежень з метою надання їм природоохоронного статусу.